# Кахамарка
За региона вижте Кахамарка (регион).
Кахама̀рка (на испански: Cajamarca; на кечуа: Kashamarka) е град в Северно Перу, административен център на регион Кахамарка. Разположен е на 2700 m надморска височина в Андите. Населението му е около 135 000 души.

## Личности
Родени
- Карлос Кастанеда (1925 – 1998), американски писател

Починали
- Атауалпа (1497 – 1533), последният император на инките